# Tiphodytes selangor
Tiphodytes selangor är en stekelart som beskrevs av Lubomir Masner 1972. Tiphodytes selangor ingår i släktet Tiphodytes och familjen Scelionidae. Inga underarter finns listade i Catalogue of Life.